# St. Barbara (Reusrath)

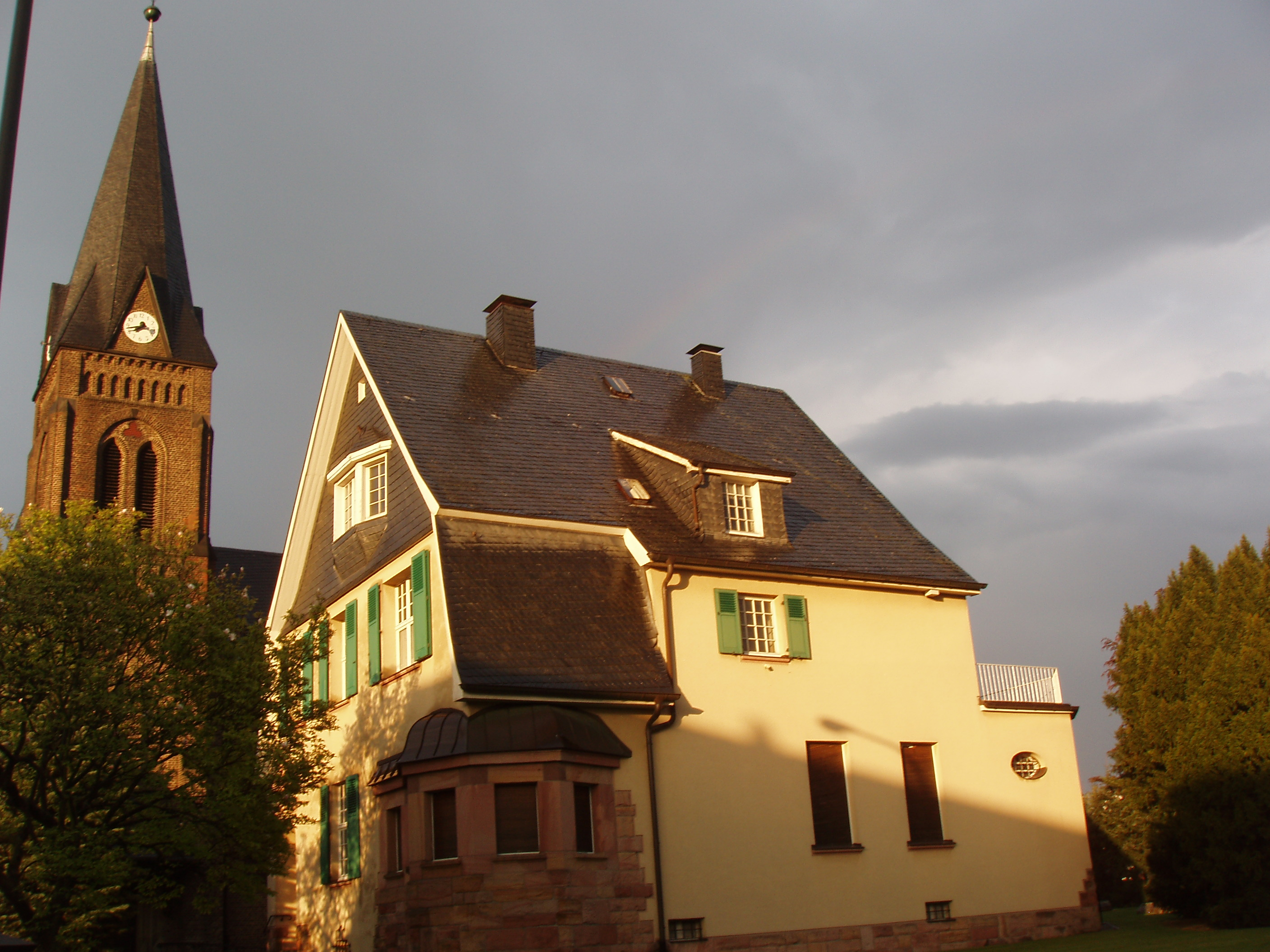
Pfarrhaus, mit Kirche im Hintergrund

St. Barbara ist die katholische Kirche des Langenfelder Stadtteils Reusrath. Sie ist eine der Kirchen der katholischen Kirchengemeinde St. Josef und Martin.

## Zur Geschichte der Gemeinde
Die Anfänge der Kirchengemeinde liegen im Dunkel des ausgehenden Frühmittelalters bzw. zu Beginn des Hochmittelalters. Dies bestätigen die Erkenntnisse zur Kirchenwüstung St. Barbara am 'Alter Markt', die mittels einer Grabung im Jahre 2008 dort durch das Amt für Bodendenkmalpflege im Rheinland gewonnen wurden. Nachweisbar ist zudem durch historische Quellen eine enge Verbindung der Gemeinde von St. Barbara zu St. Aldegundis in Leverkusen - Rheindorf, als deren Filialkirche sie zu gelten hat. So ist nie die Rede von einem Pfarrer oder Pastor in Reusrath, sondern immer nur von einem „officianten“, also einem Inhaber eines kirchlichen Amtes. Folglich galt Reusrath lange Zeit nicht als Pfarrkirche, sondern wurde lediglich als eine „capella“, eine Kapelle geführt. Deutlich wird dies in Formulierungen, wie etwa der in einer Urkunde vom 7. Mai 1436. Hier wird von einer „Reutzroder hunschaff in patrochia Ryndorpe“ (also: einer Reusrather Honschaft in der Pfarrei Rheindorf) gesprochen. Noch aussagekräftiger diesbezüglich ist ein Protokoll eines Zeugenverhörs vor dem Offizial der Kölner Kirchenbehörde vom 12. September 1442. Dort ist von der „capella in Roisraide infra limites ecclesiae patrochialis in Ryndorp“ (also „der Kapelle in Reusrath innerhalb der Grenzen der Pfarrkirche zu Rheindorf“) die Rede. An einer Abhängigkeit der Gemeinde von St. Aldegundis in Rheindorf kann daher kein Zweifel bestehen. Insoweit darf es nicht verwundern, dass Reusrath über längste Zeiträume hinweg mit St. Aldegundis zum Dekanat Deutz gehörte, der Rest des heutigen Langefeld dagegen mit St. Martin in Richrath zum Dekanat Neuss.
Folglich waren die ersten Geistlichen in Reusrath auch Pfarrer aus Rheindorf. Als erster schriftlich erwähnt wurde hier ein Gottfried von Mulfort, der bis etwa 1270 die Stelle des Pastors in Rheindorf innehatte. Diesem folgte ein Chorherr des Klosters Steinfeld namens Christian. Neben der Entfernung zu Rheindorf gestaltete sich die seelsorgerische Versorgung der Gemeinde aber auch aus wirtschaftlichen Gründen heraus als schwierig. So konnte, wie es aus dem Jahr 1578 bekannt wurde, die Besetzung einer Vikarstelle ohne auswärtige Hilfe nicht von der Gemeinde geleistet werden. Damals musste der Hauptanteil der Besoldung und Versorgung des Vikars durch die Eigentümer der Dückeburg, die Herren von Etzbach, getragen werden, die sich mit einem „heusgen, hoef, garden, lant und 1 morgen heuwais“ (Haus, Hof, Garten, Land und einem Morgen Heuwiese) daran beteiligen mussten. Erst 1667 wird die St. Barbara-Kirche als Pfarrkirche und der amtierende Priester als Pastor bezeichnet.
Zudem weise noch das Patrozinium der Barbara auf eine enge Verbindung zu Rheindorf hin, ständen doch mit St. Margaretha in Düsseldorf-Gerresheim und St. Maria-Himmelfahrt in Solingen-Gräfrath gerade in Rheindorf und Reusrath rechtsrheinisch zwischen Köln und Duisburg die einzigen Kirchen mit einem Frauenpatrozinium. Des Weiteren seien Reusrath und Rheindorf als Gemeinden auch ortsgeschichtlich vielfältig miteinander verbunden. Hinsichtlich einer Altersbestimmung Reusraths als einer Filialkirche Rheindorfs könne deshalb vom Alter der St. Aldegundis Kirche aus zurückgeschlossen werden. Grabungen an St. Aldegundis wiesen hier für Knochenfunde, die mit der Radio-Carbon-Methode datiert wurden, eine Zeitspanne der Gründung zwischen 685 und 940 aus. Mit der Filialkirche in Reusrath ergebe sich zudem ein Hinweis auf eine westöstliche Siedlungsbewegung von Orten auf die Endung -dorf hin auf durch Rodung gewonnene neue Siedlungsflächen mit der Endung -rath.

### Wandel gestalten – Glauben entfalten
Die ehemalige gleichnamige Kirchengemeinde fusionierte am 1. Januar 2011 innerhalb des erzbischöflichen Versuchs-Projekts „Wandel gestalten – Glauben entfalten“ mit den sieben weiteren Langenfelder Gemeinden zur Kirchengemeinde St. Josef und Martin.

## Zur Baugeschichte der Kirchen
Die erste Kirche in Reusrath war die bereits angesprochene romanische Kapelle, ein Gebäude von 12,60 mal 6,80 m Grundfläche. Diese Kapelle wurde bereits im 11. Jahrhundert erwähnt und besaß einen quadratischen Chor sowie einen vorgestellten dreistöckigen Turm mit einem Grundmaß von 4,60 mal 4,60 m im Quadrat. Dieser Kapelle wurde ein Seitenschiff von 2,80 m Breite an der Nordseite des Gotteshauses sowie ein Anbau an der Südseite (Sakristei oder Taufkapelle?) zugefügt, bevor auf ihrem Platz im Jahre 1791 eine wesentlich größere Barockkirche errichtet wurde, die bis in das Jahr 1913 genutzt wurde.

## Zum heutigen Baudenkmal
Ende des 19. Jahrhunderts musste sich dann der Pfarrer an St. Barbara, Engelbert Valder, zum einen wegen gestiegener Bevölkerungszahlen, zum anderen wegen des Alters der Barockkirche mit Neubauplänen beschäftigen. Gemeinsam mit dem Kirchenvorstand begannen die Bemühungen um den Neubau im Jahre 1892. Im Jahre 1895 erfolgte die Grundsteinlegung und am 20. März 1898 unterschrieb der Kölner Weihbischof Hermann Josef Schmitz die Konsekrationsurkunde zur neuen St. Barbara Kirche. Sie wurde nach den Plänen des Düsseldorfer Architekten Theodor Roß ohne Anlehnung an die alte Kirche im neugotischen Stil erbaut. Ihr Turm misst mit Hahn und Kreuz 47,30 m. Der gleiche Architekt entwarf im Jahre 1911 auch das südlich der Kirche gelegene Pfarrhaus. Trotz der architektonischen Abkehr vom Alten wurde ein Teil der Inneneinrichtung aus der alten Kirche übernommen, so etwa der Taufstein, das Vortragskreuz, die Kanzel mit Schalldeckel, die Holzstatuen Hubertus und Barbara sowie ein Teil des alten Altars. 1925 erfolgte die Weihe der von der Fa. Seifert & Söhne, Köln, gebauten Orgel auf der dafür niedriger gelegten Orgelempore, des von Franz Xaver Haak aus Erkelenz geschnitzten, vom Maler Klappheck aus Aachen vergoldeten Hochaltares und der vom Kunstmaler Ritterbach aus Düsseldorf geschaffenen beiden Ölgemälde. Die letzte Investition vor dem Zweiten Weltkrieg war der Einbau eines elektrischen Läutewerks. Am 8. Juli 1941 wurde die Kirche und das Pfarrhaus leicht an Dach und Fenstern durch einen Fliegerangriff beschädigt. Bis 1966 änderte sich nicht viel in der Kirche. Durch Pfarrer Joseph Ravens (Pfarrer in Reusrath 1964–1973) wurde dann das Innere der Kirche im Sinne des II. Vatikanischen Konzils umgestaltet, der Hochaltar wurde durch einen schlichten Altar ersetzt, es wurden die Seitenaltäre, die Kommunionbank, die Kanzel und die Beichtstühle entfernt, neue Bänke wurden entfernt und die Malereien im Altarraum wurden übertüncht. Eine weitere Renovierung mit musealem Charakter des Innenraums erfolgte in den Jahren 1977 bis 1986 durch den spätberufenen Pfarrer Joseph Limbach. Das 100. Weihejubiläum wurde im Jahr 1998 feierlich begangen.

## Geistliche an St. Barbara 1887 bis heute
- 1887–1898: Engelbert Valder (1844–1905)
- 1898–1923: Karl Reinhard Adolf Gerths († 1923)
- 1023–1957: Peter Joseph Miebach (1882–1957)
- 1957–1963: Heinrich Voigt († 1971)
- 1963–1973: Joseph Ravens
- 1973–1974: Guido von dem Bach-Zelewski mit Hausdame
- 1974–2002: Joseph Limbach (* 1934), Ex-Schreiner
- 2002–2008: Joseph Limbach (Pfarrer für Langenfeld-Süd: Dechant: Jürgen Rentrop)
- 2009–2010: Dechant Jürgen Rentrop
- 2011–2015: Dechant Jürgen Rentrop (* 1951; als Pfarrer der Gemeinde St. Josef und Martin)
- 2015–2016: Pfarrverweser Lambert Schäfer (* 1959)
- ab Dezember 2016: Dechant Stephan Weißkopf (* 1969)

## Ausstattung

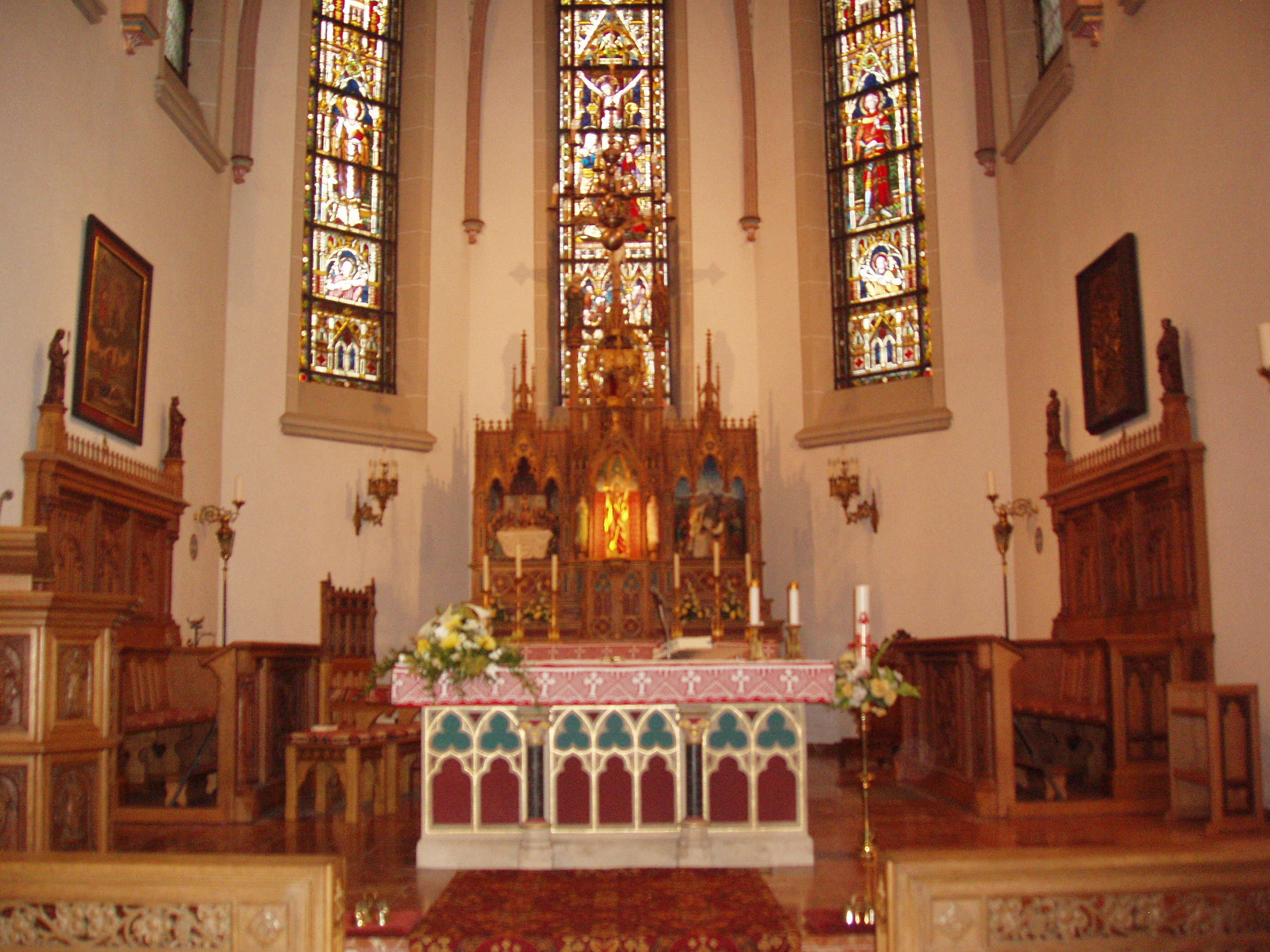
Altarbereich der Kirche

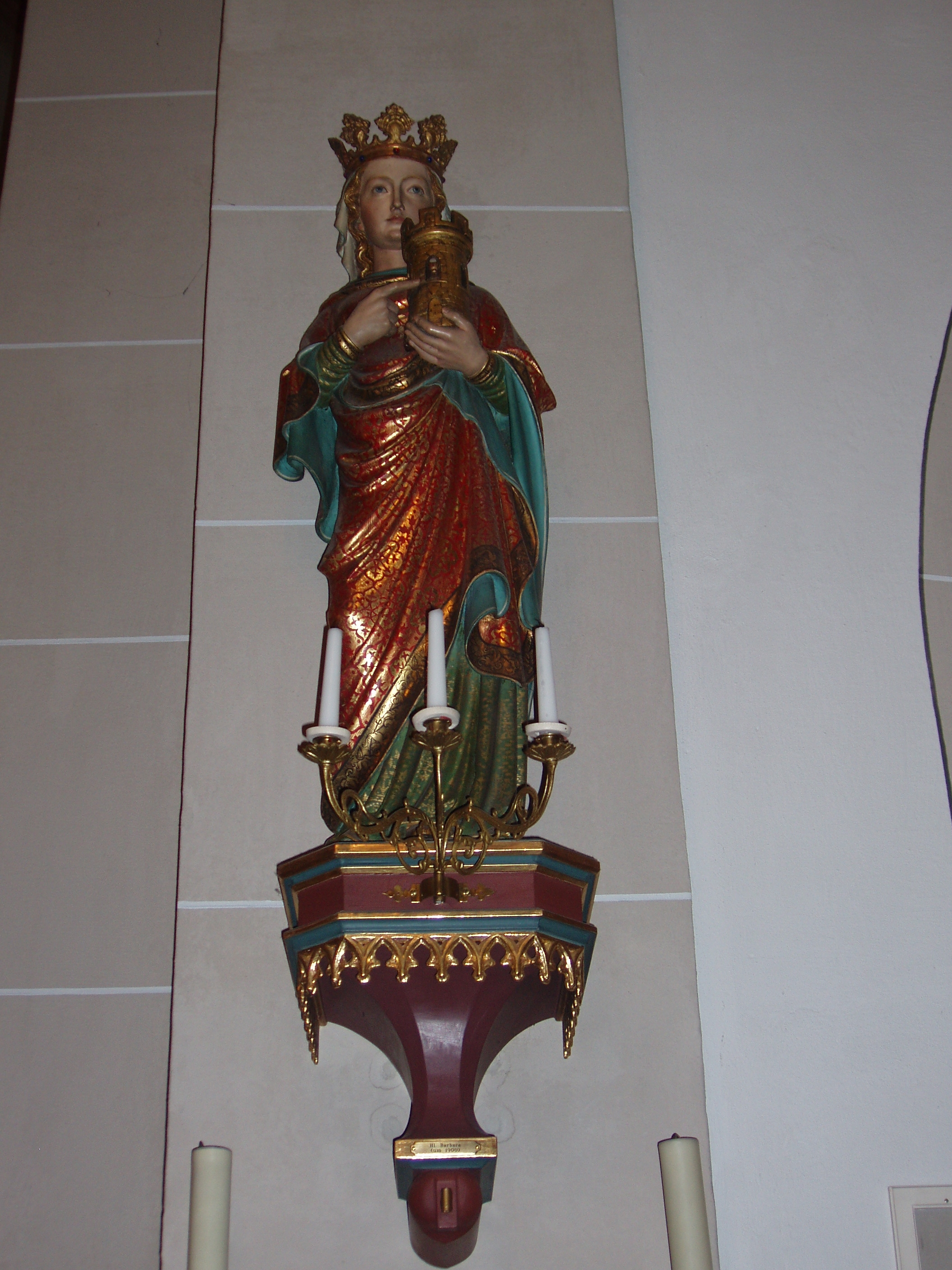
Barbarastatue am rechten Chorpfeiler

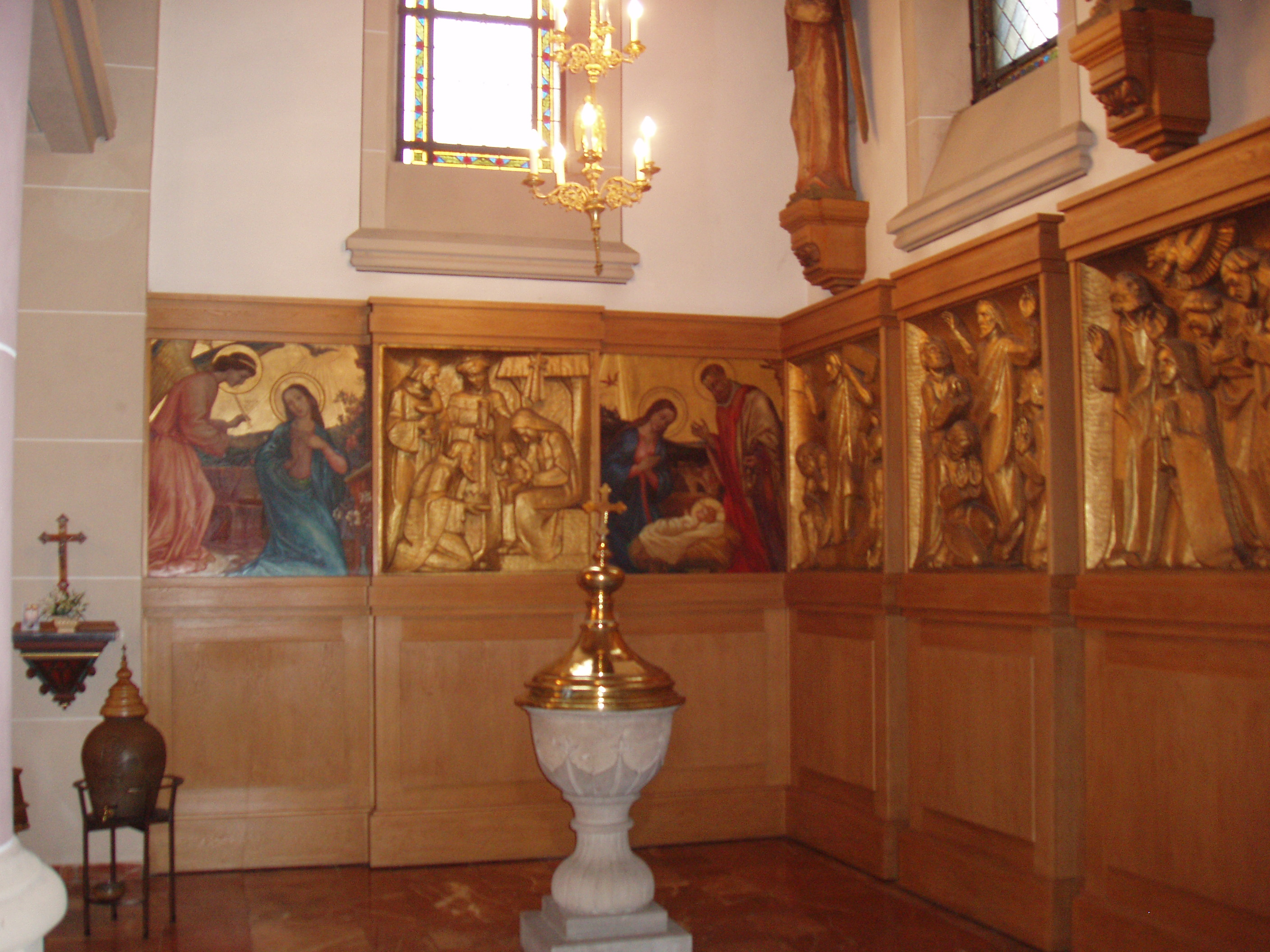
Taufkapelle der Kirche mit dem ehemaligen Hochaltar (Triptychon)

In der Turmhalle (Eingangsbereich, unter dem Turm) zur rechten Seite findet im Expositorium des Hochaltares der früheren Kirche eine Antoniusfigur ihren Platz.
Gegenüber, ebenfalls in der Turmhalle steht eine Figur des heiligen Judas Thaddäus.
Dort hängt außerdem ein Gnadenbild Unserer Lieben Frau von der immerwährenden Hilfe. Dieses wird von zwei Engelskulpturen flankiert. Daneben sind zwei ins Gemäuer eingearbeitete Plätze für Opferlichter.
Unter der Orgelempore steht eine Pietà.  Vor einem Wandteppich sitz Maria, die ihren Kopf über den toten Jesus beugt, der auf ihren Knien liegt. Diese Figur findet auf einem Sockel Platz, der das Lamm Gottes zeigt.
An den Chorpfeilern befinden sich zwei weibliche Heiligenfiguren. Am linken Chorpfeiler eine Marienstatue, die alten Fotos zufolge auch früher in der Kirche zu finden war. Das Jesuskind wird von der gekrönten Madonna mit beiden Händen gehalten, trägt in der Linken den Reichsapfel und hebt die Rechte Hand zur Segensgeste. Maria trägt ein rotes Unterkleid und einen blauen Mantel, beide Gewänder sind reich verziert.
Am rechten Chorpfeiler findet eine barocke Barbarastatue ihren Platz. Sie trägt in der linken Hand den Turm als Attribut. Der Zeigefinger der rechten Hand zeigt auf ein Fenster im Turm in dem Kelch und Hostie gezeigt sind. Auch sie trägt eine verzierte Krone.
Die Hubertusfigur, die jetzt an der Außenwand des linken Seitenschiffes auf einem Postament steht, wurde 1974 in der Turmkammer gefunden. Nach einer Restaurierung in der Werkstatt des Kölner Diözesanmuseums konnte die Figur wieder in der Kirche aufgestellt werden. Der Heilige ist als Bischof mit dunklem Untergewand und weißem Rochett dargestellt. Er trägt Bischofsstab und Mitra und in der Linken ein aufgeschlagenes Buch. Er wird von einem Hirsch mit Kreuz im Geweih gefolgt.
Gegenüber steht eine barocke Figur des heiligen Sebastian, die zwischen 1660 und 1750 entstanden ist und noch aus der alten Reusrather Kirche stammt. Der junge Sebastian ist nur mit einem Lendentuch bekleidet und von Pfeilen durchbohrt. Er ist an einen dürren Baumstumpf gefesselt. Eine Diagonale verläuft von oben rechts nach unten links durch das obere Ende des Astes und den rechten Arm.
Etwas weiter vorne, näher zum Ein- und Ausgang steht auf gleicher Höhe und auf identischem Postament eine Christophorusfigur. Man sieht den Heiligen, der sich mit der linken Hand an einem Ast abstützt, wie er das Jesuskind auf der rechten Schulter trägt. Sein Haupt ist Jesus zugewandt.
Gegenüber steht eine weitere Barbarastatue. Die Pfarrpatronin hält in der rechten Hand eine Feder und zur Linken steht ein Turm.
Die Taufkapelle befindet sich im vorderen Teil des linken Seitenschiffes. Die Außenwände in diesem Bereich sind mit den vier Reliefdarstellungen (Anbetung der Weisen, Auferstehung, Himmelfahrt und Pfingsten) und zwei Gemälden (Verkündigung und Geburt) des ehemaligen Hochaltars und schlichten Holzteilen vertäfelt. Über dieser Vertäfelung befinden sich auf zwei kleinen Postamenten Engelsfiguren, die früher über dem Hochaltar waren.
In den Jahren 2003 und 2004 wurden neue Kirchenbänke eingebaut. Die Seitenteile wurden nach Vorlagen aus Ensisheim im Elsass gefertigt. In den letzten Jahren wurden wärmedämmende Holzfußböden unter die Kirchenbänke verlegt.
In der Osterzeit steht im Expositorium des aktuellen Hochaltares eine Holzskulptur des auferstandenen Jesus („Der Auferstandene“, um 1880). Ein Geschenk an den damaligen Pfarrer Detlev Limbach von Pastor Josef Benz aus Niederkassel. Außerhalb der Osterzeit steht die Figur in der Sakristei.
Ebenfalls in der Sakristei steht eine Herz-Jesu-Figur.
Über dem Altar hängt ein zwölfflammiger Kronleuchter, ein Geschenk anlässlich des vierzigjährigen Priesterjubiläums von Pfarrer Joseph Limbach im Jahre 2008.
Beim rechten Beichtstuhl steht ein neunflammiger Kerzenleuchter. Ursprünglich gab es zwei von diesen handgeschmiedeten Kerzenleuchtern in der Kirche.
Das Kreuz des alten Hochaltares steht nun vor dem Eingang zur Sakristei.
In einer weiteren Sakristei sind zahlreiche Paramente und Messbücher zu finden. Ebenfalls dort befindet sich ein ehemaliger Tabernakel sowie zwei - jüdische - Menorot.

### Orgel
2003 wurde die große Orgel eingeweiht. Das Instrument wurde von der Orgelbaufirma Schulte erbaut. Dabei fand der vorhandene historische Orgelprospekt Wiederverwendung, der allerdings aufgeteilt und erweitert wurde.
Nachfolgend die Disposition der 26 Register über zwei Manuale und Pedal:
| I Hauptwerk C– |     |
| Bordun         | 16′ |
| Prinzipal      | 8′  |
| Offenflöte     | 8′  |
| Salicional     | 8′  |
| Octave         | 4′  |
| Gedeckt        | 4′  |
| Superoctave    | 2′  |
| Cornet III     |     |
| Mixtur IV      |     |
| Trompete       | 8′  |

| II Schwellwerk C– |        |
| Holzflöte         | 8′     |
| Viola di Gamba    | 8′     |
| Vox coelestis     | 8′     |
| Flûte octaviante  | 4′     |
| Nasard            | 2 ⁄3′  |
| Flageolett        | 2′     |
| Terz              | 1 3⁄5′ |
| Fourniture IV     |        |
| Trompette harm.   | 8′     |
| Hautbois          | 8′     |
| Vox humana        | 8′     |

| Pedal C–    |     |
| Subbass     | 16′ |
| Oktavbass   | 8′  |
| Gedecktbass | 8′  |
| Choralbass  | 4′  |
| Posaune     | 16′ |

## Sonstiges
Die Messdienergemeinschaft wird mit der der St.-Gerhard-Kirche in Langenfeld-Gieslenberg geteilt. Diese zählt zurzeit 25 Kinder und Jugendliche.
Die Turmhalle ist täglich von 8 bis 18 Uhr zum Gebet geöffnet.
Die Messzeiten sind sonntags 9:45 Uhr (Heilige Messe), donnerstags 8:00 Uhr (Schulmesse in der Schulzeit) und 9:30 Uhr (Frauenmesse der kfd).

## Galerie

Faksimile der Konsekrationsurkunde

Hermann Joseph Schmitz

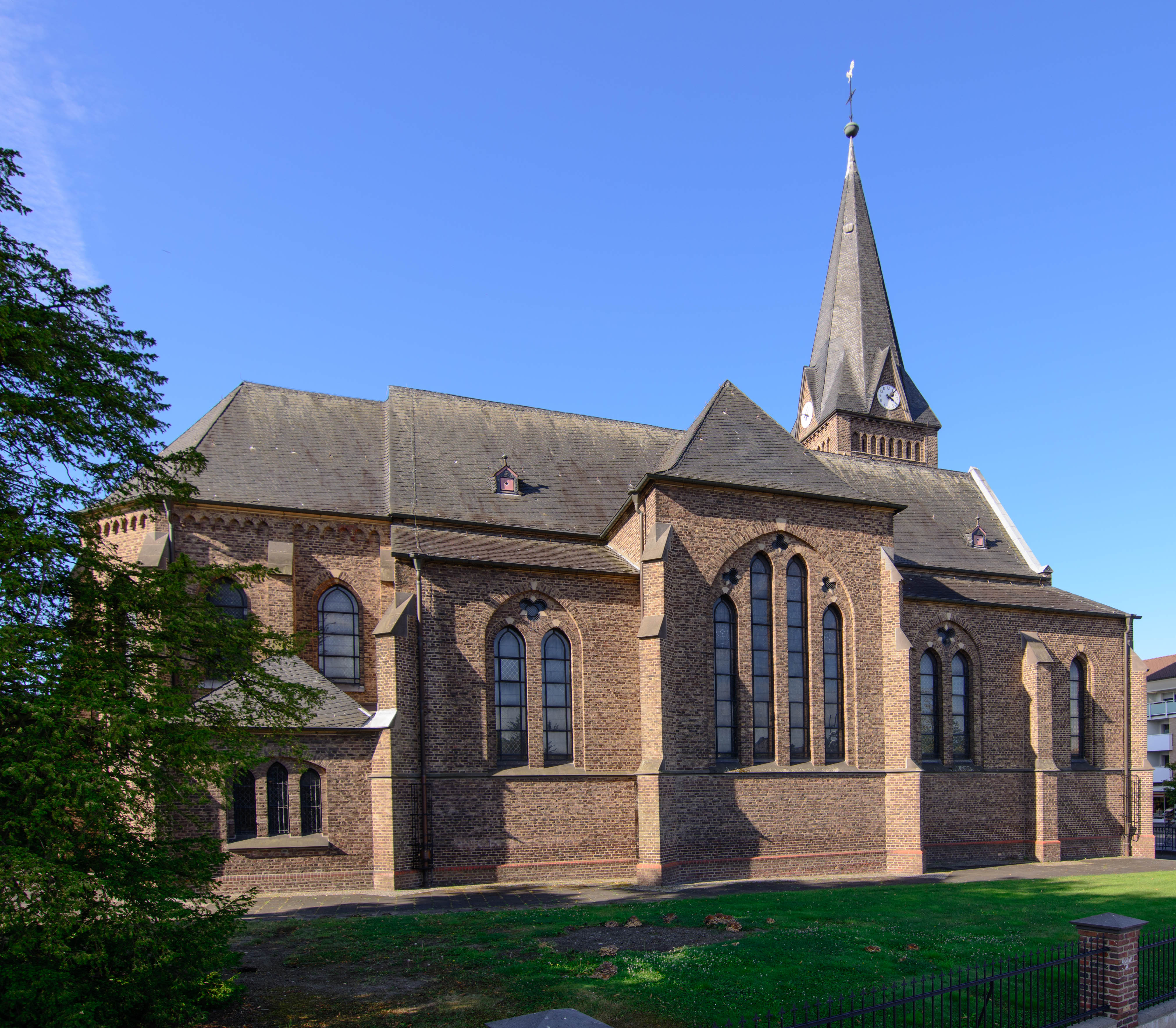
Östliche Ansicht des Kirchenschiffs
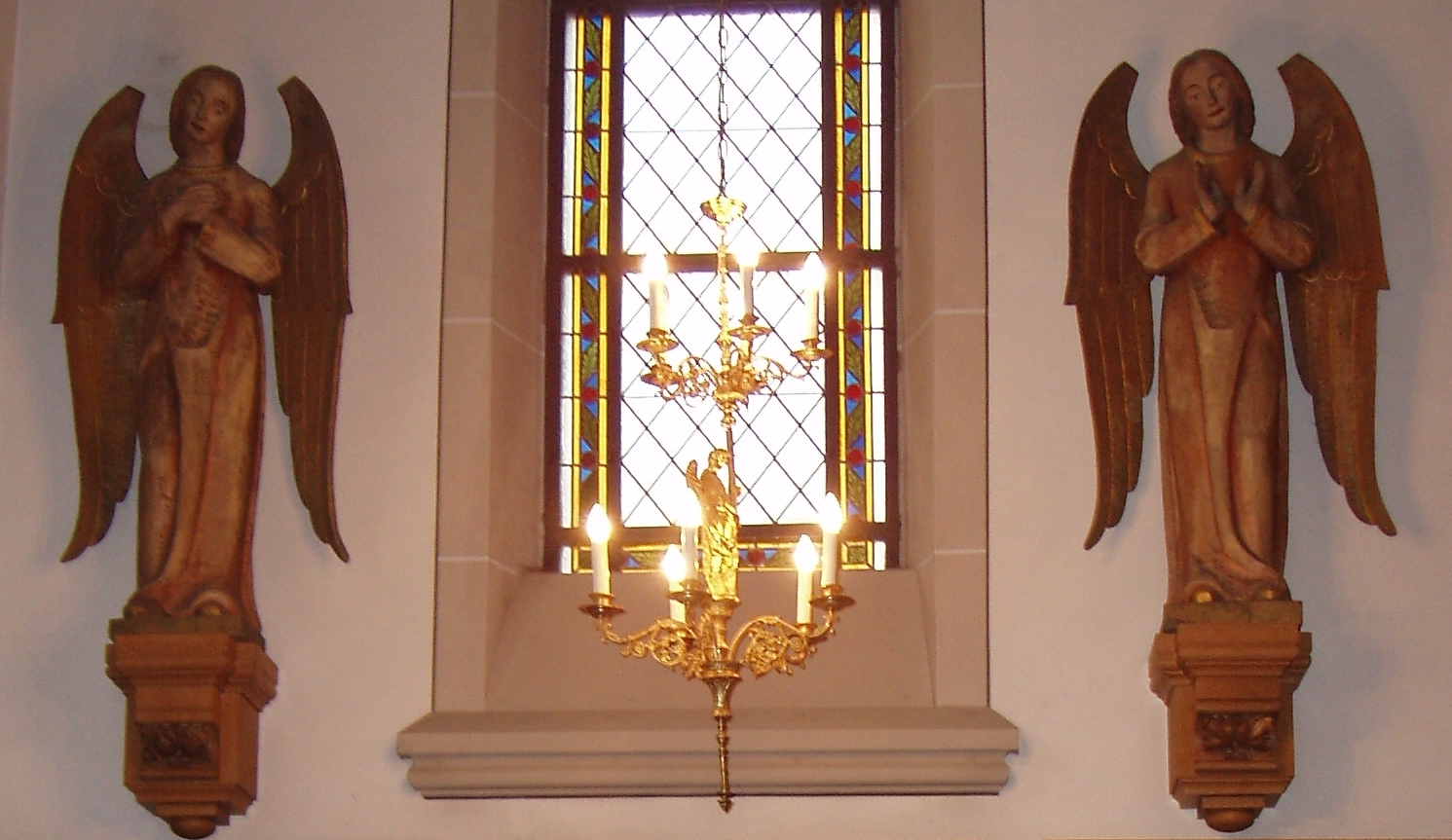
Engelsfiguren in der Taufkapelle
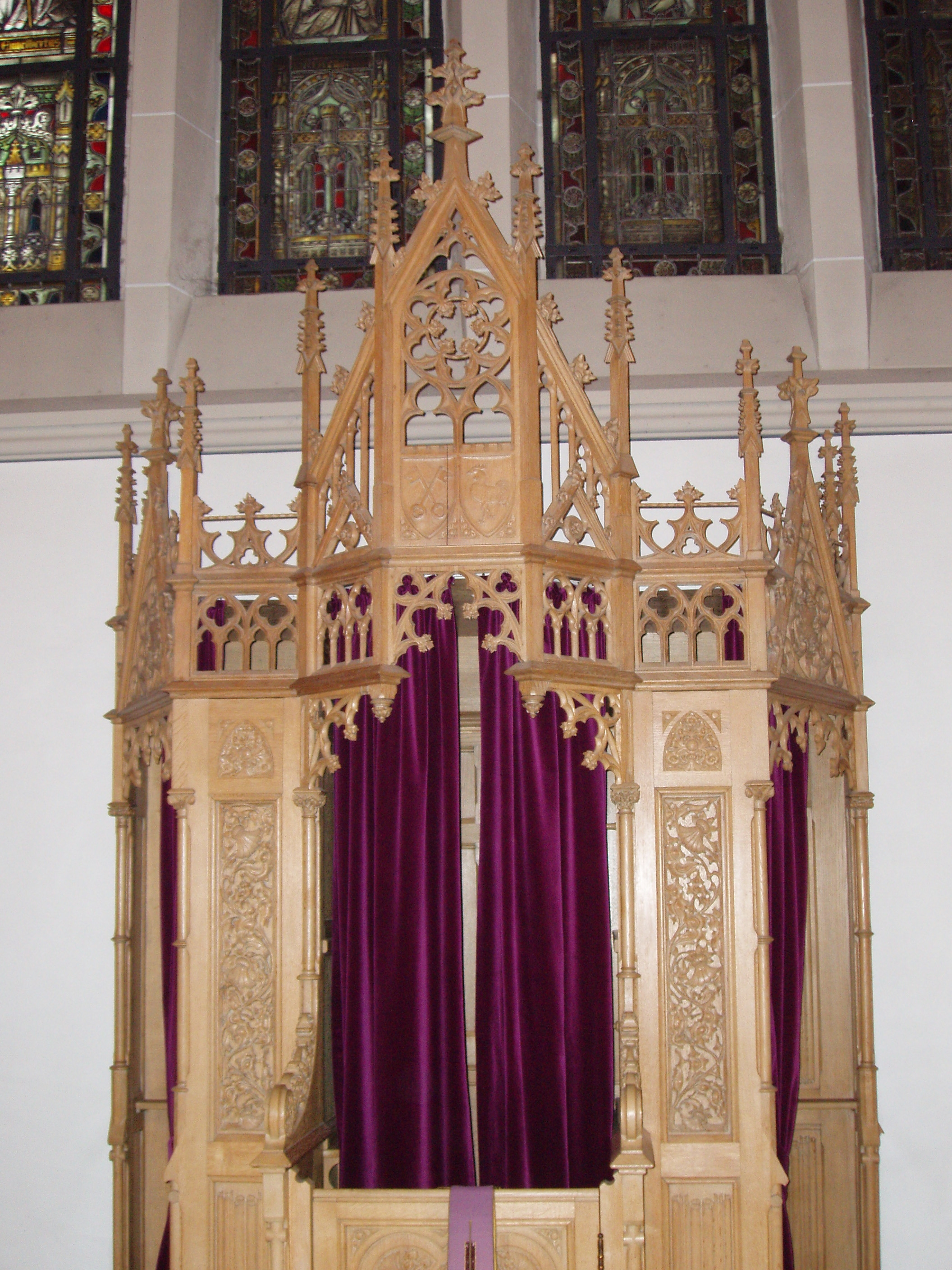
Beichtstuhl auf der linken Kirchenseite
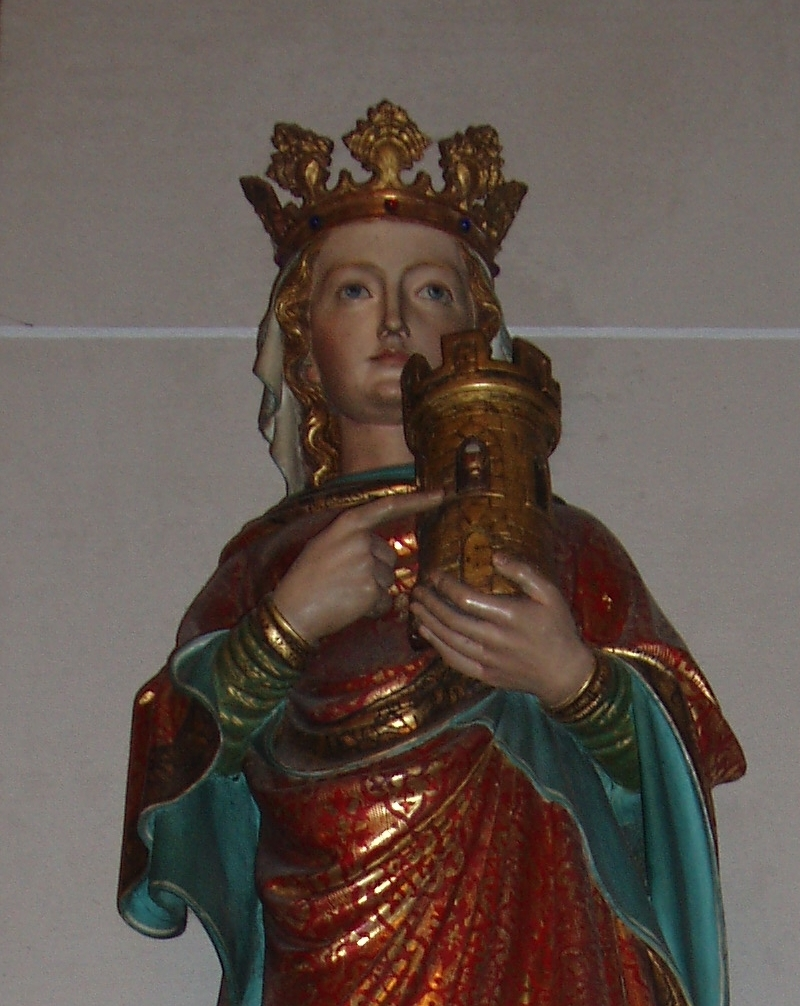
St. Barbara-Statue (Detaildarstellung)
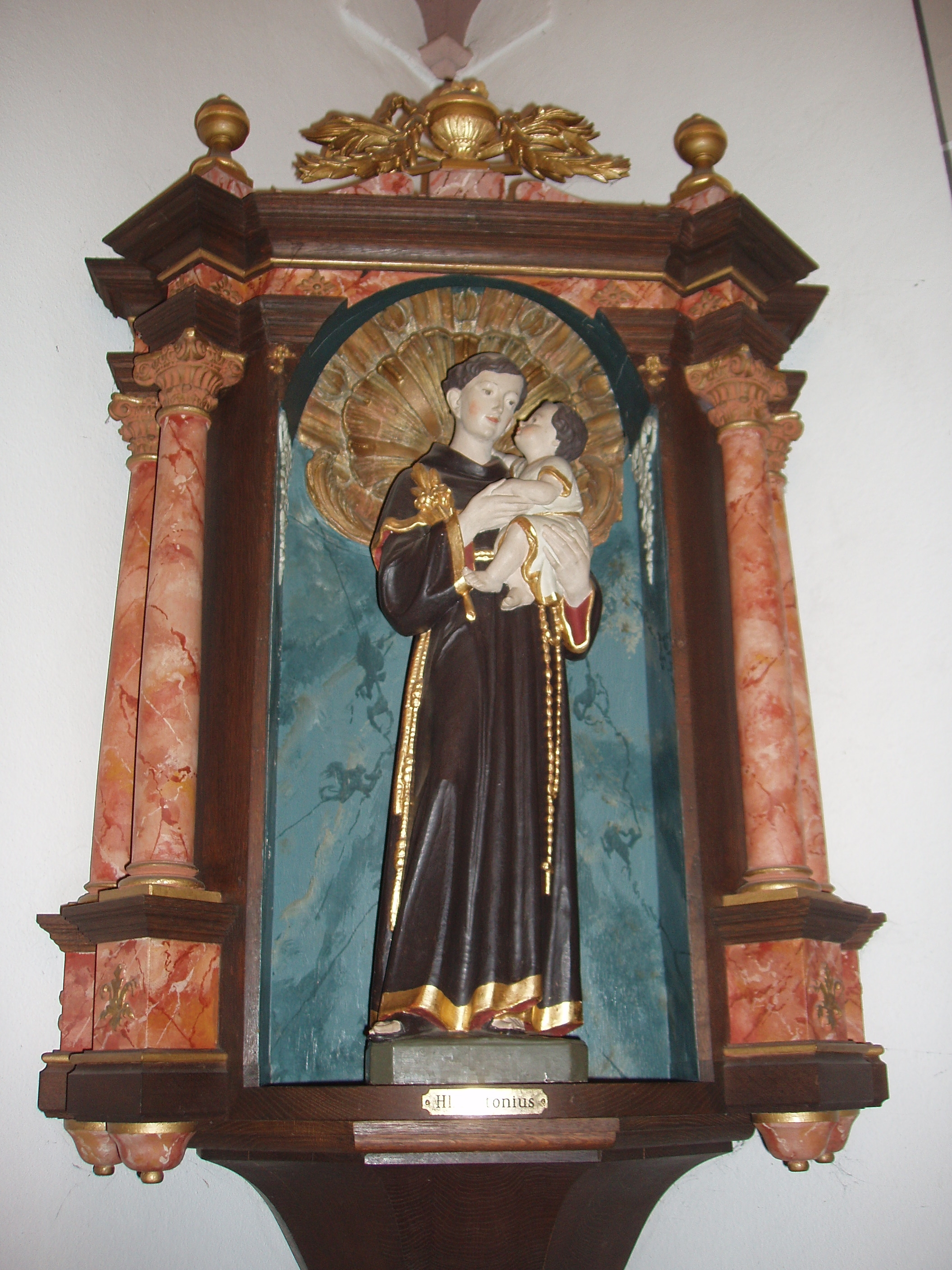
Hl. Antonius in der Turmhalle
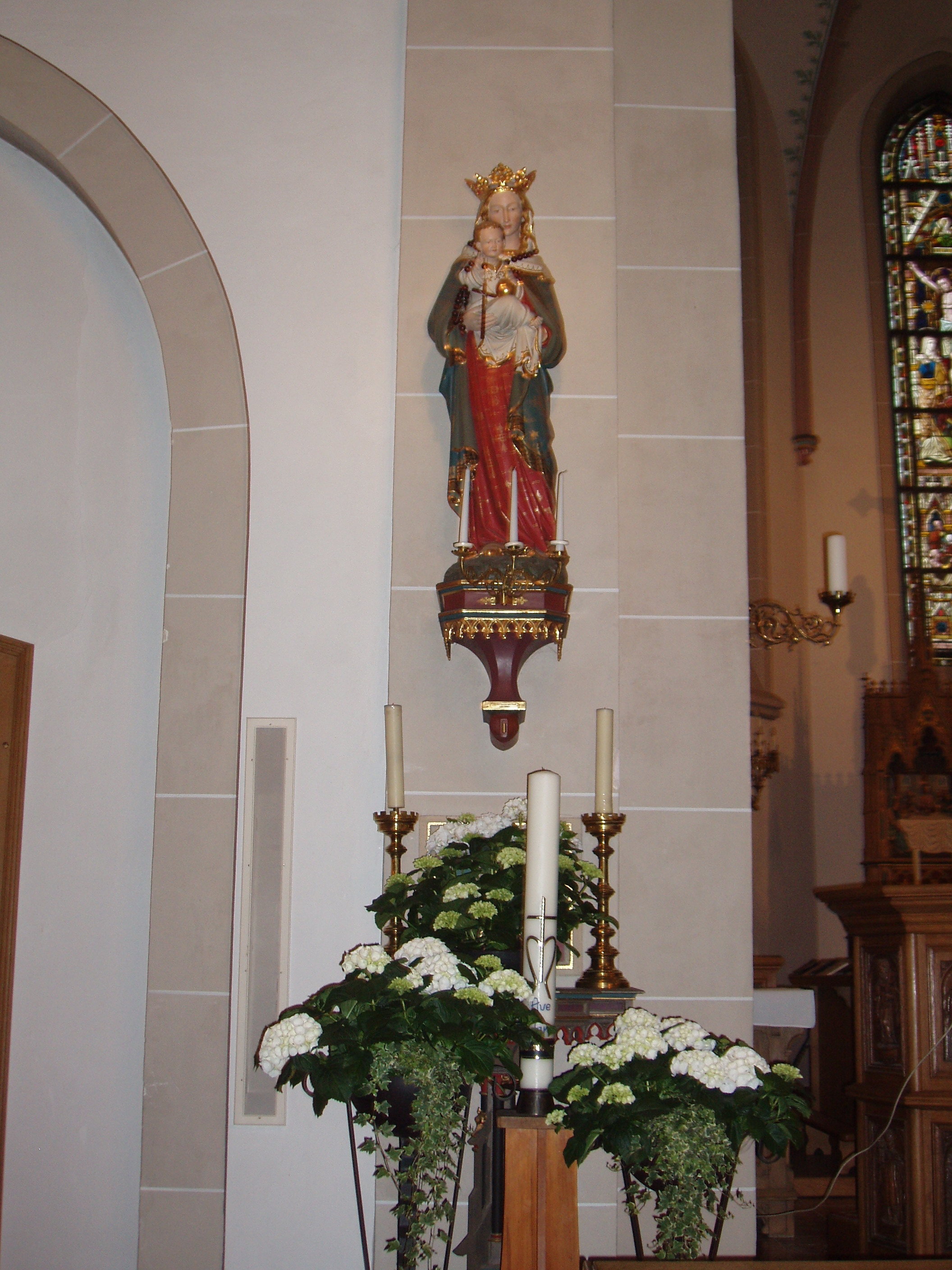
Im Mai geschmückte Marienstatue am linken Chorpfeiler
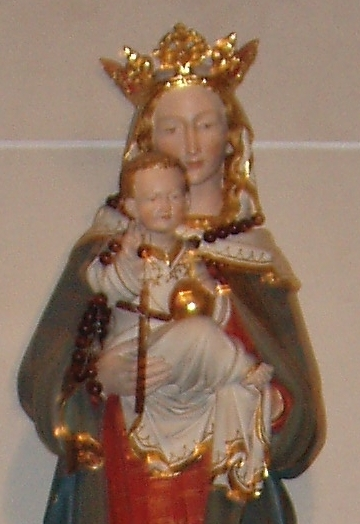
Dieselbe Statue (Detaildarstellung)
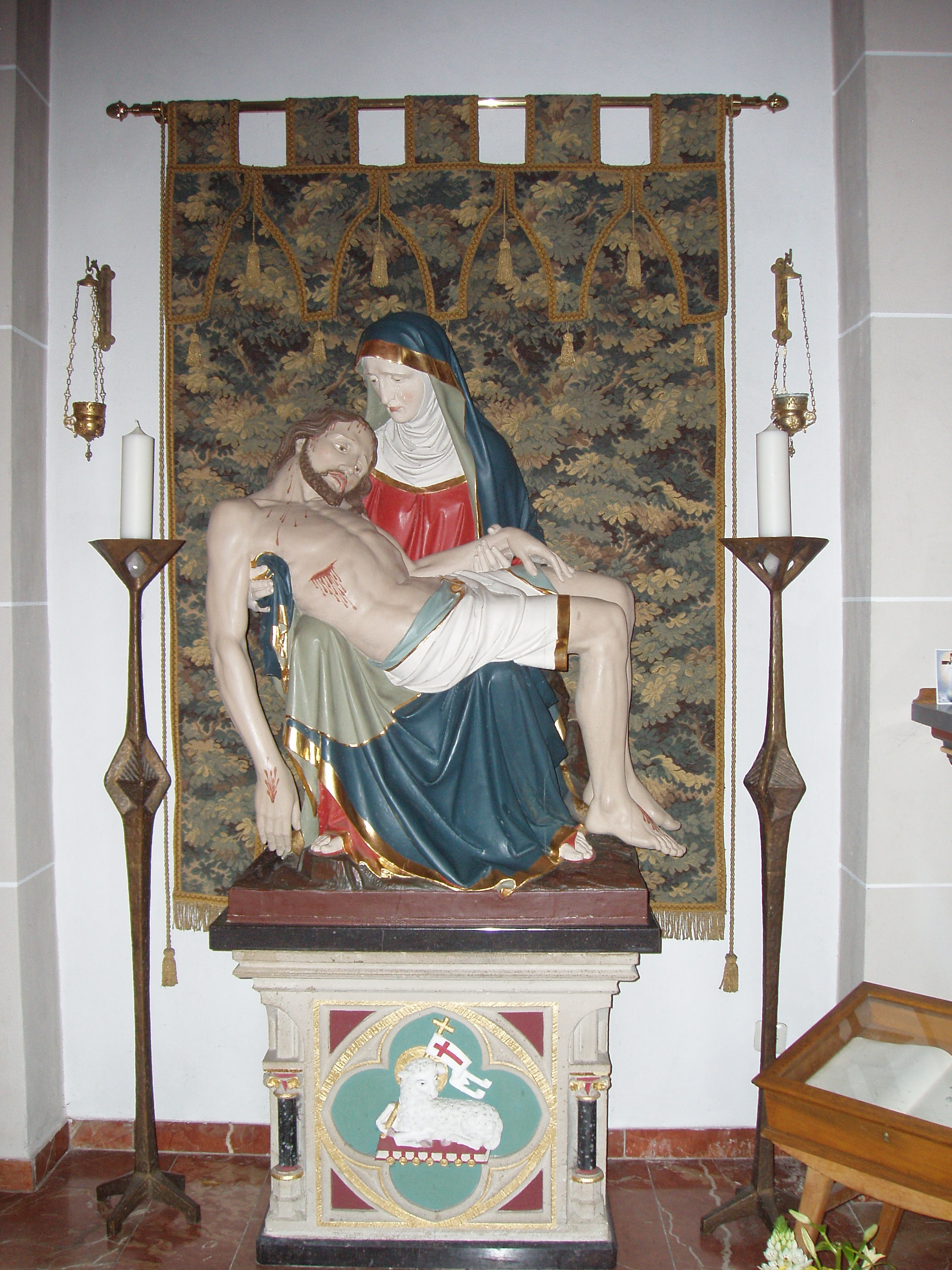
Pietà unter der Orgelempore
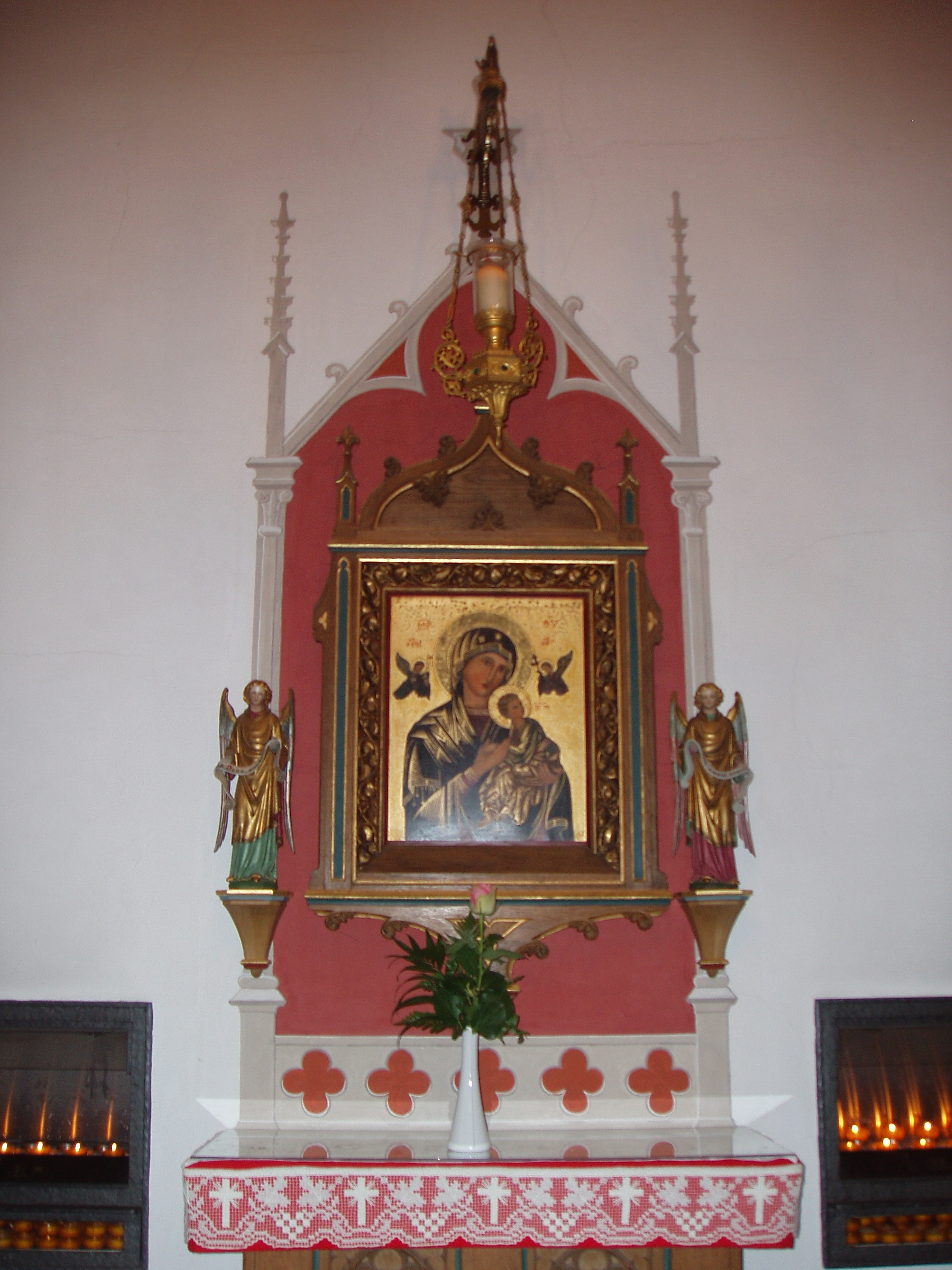
Gnadenbild Unserer Lieben Frau von der immerwährenden Hilfe in der Turmhalle
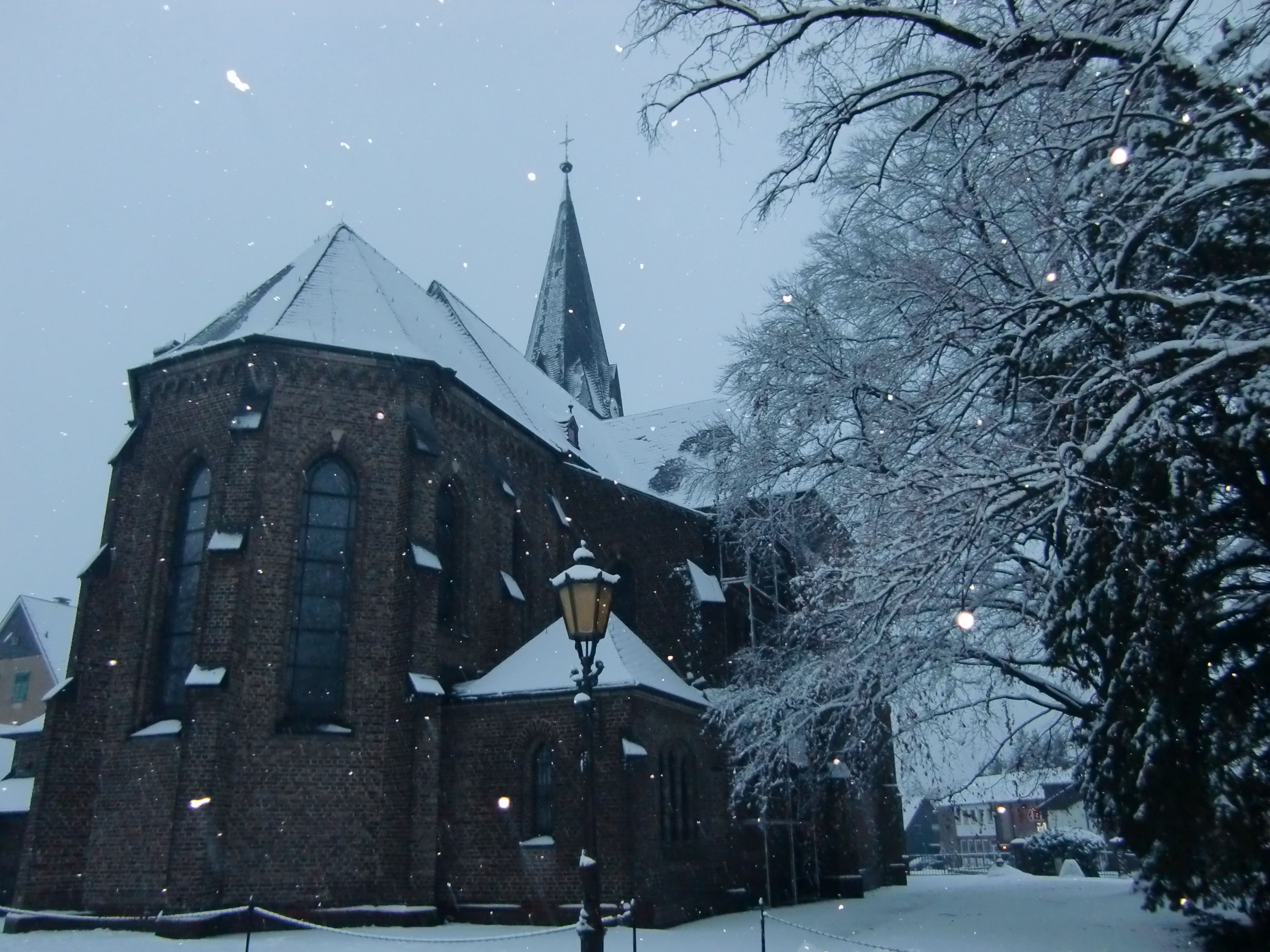
Außenansicht des Chores im Winter
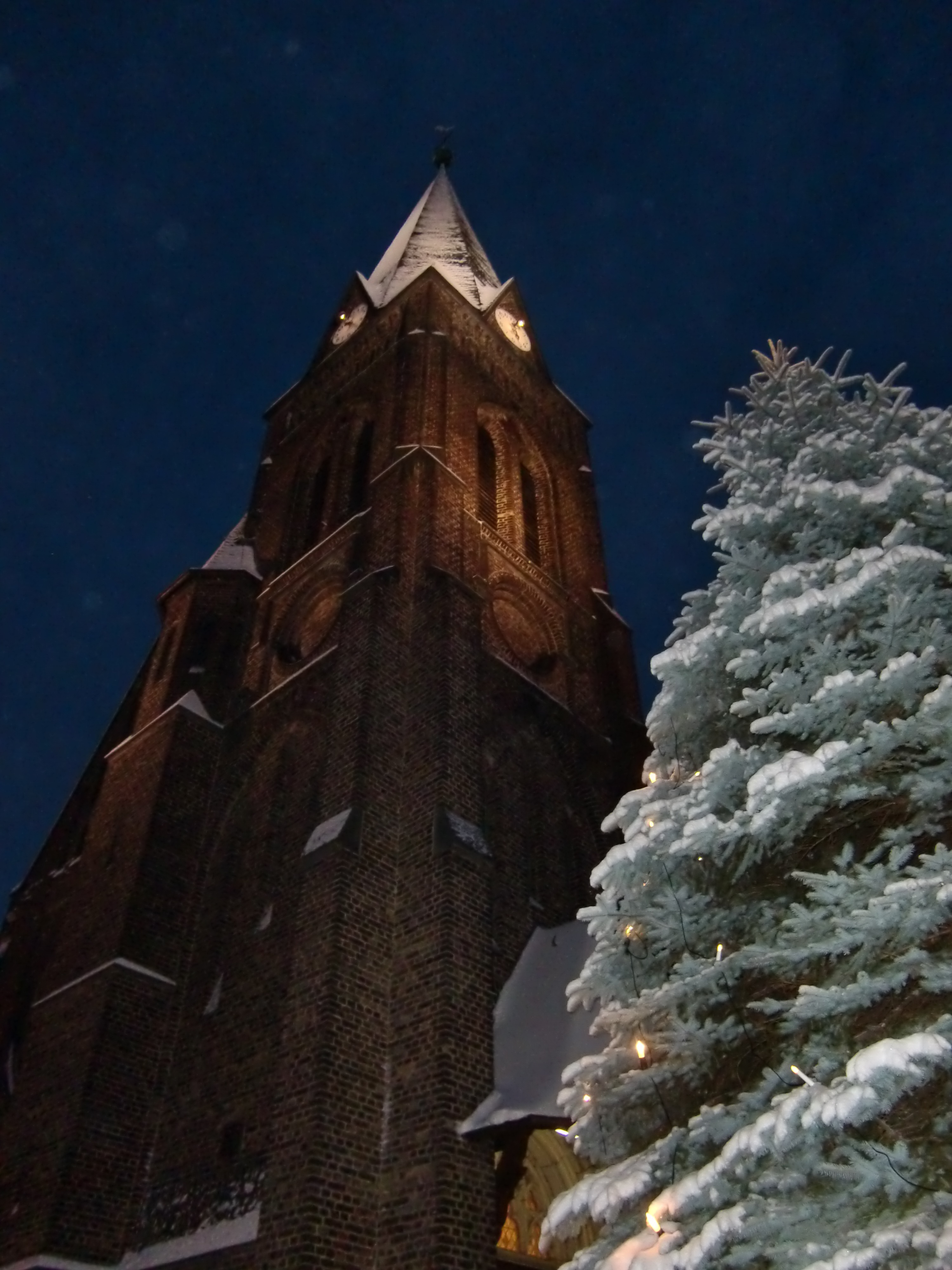
Kirchturm im Winter
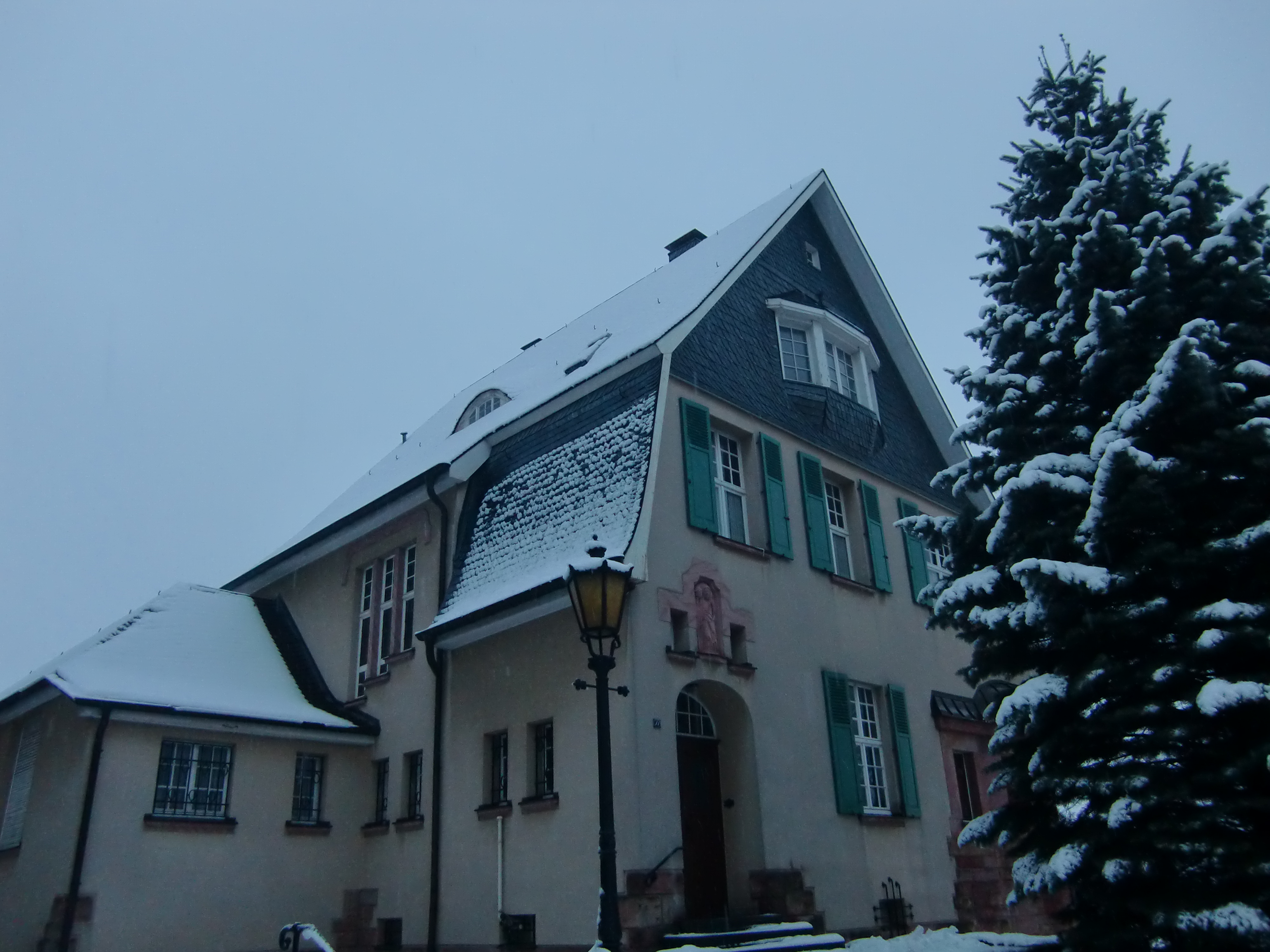
Pfarrhaus im Winter